# 1990-ті у відеоіграх
1990-ті - це період, коли відеоігри отримали вікове обмеження, завдяки скандалу з Mortal Kombat. У цей час з'явився жанр шутерів, який одразу отримав популярність завдяки іграм від Id Software (Wolfenstein 3D, Doom, Quake). Також було випущено шутер Half-Life від новачка індустрії - Valve Corporation.
У 1990-х роках з'явилися перші частини легендарних серій: The Settlers, StarCraft, Grand Theft Auto I, Fallout, Resident Evil, Civilization, Diablo тощо.

## Загальний огляд
Наприкінці 1980-х Sega слабо конкурувала з Nintendo і її гра Sonic The Hedgehog (1991) стала результатом внутрішнього змагання між розробниками компанії в спробі створити нового персонажа, талісмана Sega. Цей персонаж, Їжак Сонік, не був сприйнятий, оскільки жителі Японії та США взагалі мало знали про цю тварину, але сама гра, яка вирізнялася швидкісним ігровим процесом, стала найпопулярнішою для приставки Genesis. З іграми Final Fight і Street Fighter II відродилася індустрія аркадних автоматів. З появою 16-бітових консолей протистояння між Nintendo і Sega підняло споживчі очікування щодо якості відеоігор і призвело до зростання витрат на розробку. Через це компанії стали обмежувати творчу свободу і ретельніше слідкувати за якістю своєї продукції.
В 1991 році художник Джон Тобіас і програміст Ед Бун, співробітники чиказької компанії Midway, задумалися про свій наступний проект. Вони задумали створити файтинг, різко відмінний від всіх існуючих, оцифрувавши рухи живих акторів — Mortal Kombat. Крім того гра вирізнялася жорстокістю, а на її рекламу було витрачено понад 10 млн доларів. Жорстокість Mortal Kombat, як бризки крові та відривання кінцівок, змусила Сенат США вкотре переглянути зміст відеоігор.
Перший день слухань у Сенаті з приводу відеоігор був призначений на 9 грудня 1993 року. Sega, націлена головним чином на підліткову аудиторію, хотіла створити віковий рейтинг для того, щоб і в майбутньому мати можливість створювати відеоігри з насильством. Nintendo ж бачила мало сенсу в рейтингу, оскільки мала власну політику щодо змісту ігор. Було зачеплено проблему відсутності як головних героїв відеоігор темношкірих і жінок. Як наслідок в 1994 році було створено організацію Entertainment Software Rating Board (ESRB), і потреба в урядовому органі контрою відеоігор відпала.
Постало питання про введення тривимірної графіки на приставках. В 1994 році в Японії вийшли Sega Saturn і Sony PlayStation, які стали конкурувати на ринку США і Європи. Core Design працювала над іграми для Saturn і PlayStation, однією з яких була Tomb Raider. Революційність гри полягала у введенні як протагоніста жінки та багатий тривимірний світ. На той час був активним фемінфстичний рух Riot grrrls і зросла кількість геймерів жіночої статі, що визначило інтерес до Tomb Raider. На додачу в Doom існувало явище дискримінації гравців-жінок у багатокористувацьких сутичках, коли їх називали трансвеститами, нібито під жіночими нікнеймами ховаються чоловіки. Існували об'єднання жінок, котрі ставили собі за ціль перемагати гравців-чоловіків. Героїня Tomb Raider, Лара Крофт, стала символічним образом та іконою поп-культури.
В наступному проекті Id переписала код, що дозволило створювати приміщення будь-якої висоти, вигнуті стіни і світлові ефекти на кшталт лампочок на стелі. Програміст Джон Кармак змінив підхід до сюжету, висловившись, що сюжети у відеоіграх, як у порнофільмах - не обов'язкові. Крім того нова гра, Doom (1993), вирізнялася атмосферою жаху і повсюдним зображенням насильства, як нанизані на палі тіла. Doom дозволяла гравцям битися один з одним, об'єднавши ПК по мережі. Програміст і дизайнер Джон Ромеро назвав такі змагання death matches - «смертельними матчами». Демо-версія гри розповсюджувалася з сайту компанії та була завантажена за пів року понад мільйон разів.
До кінця 1980-х зусилля музичної індустрії призвели до зниження вартості CD-приводів, що, в свою чергу, зробило їх доступними для комп'ютерів. У лютому 1989 року в Японії надійшов у продаж перший комп'ютер з CD-приводом - FM Towns компанії Fujitsu. З точки зору ігрової індустрії компакт-диски було дешевше виробляти, ніж катриджі, та вміщали к 600 разів більше даних, ніж дискети, і приблизно в 300 разів більше, ніж картриджі. На початок 1990-х деякі відеоігри для ПК випускалися на 10-и дискетах, не взмозі вміщувати такі матеріали, як високоякісна музика чи відеокліпи.
Жорстокі ігри продовжили існувати, але тепер з поміткою про допустимий вік гравців. Разом з тим виробники ігор побачили, що скандали сприяють популяряності, і стали випускати відеоігри для дорослих з іще вищим рівнем насилля, такі як Blood Storm, а продажі Night Trap, яка розглядалася в Сенаті, різко зросли.
На початку 1990 року компанія NEC випустила TurboGrafx-CD - CD-привід для консолі TurboGrafx-16. Її спробували наслідувати інші компанії, але на ігрових приставках диски не знайли поширення через локальність їх випуску та відсутність єдиних стандартів. 8 жовтня 1991 року угодою між Fujitsu, Microsoft, Philips і Tandy, було визначено набір стандартів для ПК, який включав в себе CD-привід, графічну і звукову карти. Це дозволило випускати CD-приводи з гарантією, що вони окупляться. До 1993 існування ігор на CD-ROM стало комерційно життєздатним. Першою дійсно успішною грою для ПК на CD стала 7th Guest, що продалася в кількості мільйона копій. Star Wars: Rebels Assault використовувала графіку, створену на комп'ютерах, що використовувалися для створення спецефектів у фільмах. У вересні 1993 вийшла Myst, що задяки неквапній подачі сюжету і візульній складовій стала найбільш продаваною відеогрою року на ПК, за перші тижні продавшись у кількості 4 млн копій.
Можливість відтворення відеозаписів у іграх збилизила відеоігри й кіно. Так у Gabriel Knight: Sins of the Father (1993) для озвучення діалогів були запрошені професійні актори, а до створення The Beast Within: A Gabriel Knight Mystery (1995) залучалися актори, оператори, костюмери і гримери. У розробників з'явився величезний простір для творчості, послідовності попередньо записаних відео, які змінювалися залежно від дій гравця, отримали назву інтерактивних фільмів. Гра жахів Phantasmagoria:A Puzzleofthe Flesh (1996) вкотре підняла хвилю критики жорстокості у відеоіграх, але утвердила думку, що ігри відеоігри не є суто дитячими. Так само як існують фільми тільки для дорослої аудиторії, існують і дорослі ігри.
Вже в середині 1990-х розробники ігор стикнулися з проблемою того, що велика кількість відео займає багато місця на дисках. Деякі ігри займали по 6 CD-дисків. Розвиток тривимірної графіки багато в чому посприяв завершенню епохи інтерактивних фільмів.
У листопаді 1991 року техаський розробник Id Software випустив на ПК гру під назвою Catacomb 3-D, яка стала проривом в іграх з тривимірною графікою. У ній використовувався програмний рушій Кріса Гріна, створений у 1990 році. Він дозволяв накладати на кожний тривимірний об'єкт різноманітні текстури, перетворюючи однакові моделі на візуально різні. У березні 1992 року Blue Sky Productions випустила свою гру, Ultima Underworlds: The Stygian Abyss, в якій теж використовувалися текстури. Після успіху Catacomb 3-D Id вирішила розвинути ідеї гри Castle Wolfenstein (1981). Ця гра, Wolfenstein 3D (1992), завдяки тривимірності дала гравцям нові відчуття, занурення в гру. Після успішних продажів гри Id Software зробила те, що досі вважалося немислимим серед розробників ігор - продати свій рушій для використанням його іншими компаніями. До того розробники розцінювали свої технології як секрети, що є запорукою їх успіху. Вони самі створювали всі інструменти, але можливість покупки засобів створення відеоігор значно спростила їх створення.
В наступному проекті Id переписала код, що дозволило створювати приміщення будь-якої висоти, вигнуті стіни і світлові ефекти на кшталт лампочок на стелі. Програміст Джон Кармак змінив підхід до сюжету, висловившись, що сюжети у відеоіграх, як у порнофільмах - не обов'язкові. Крім того нова гра, Doom (1993), вирізнялася атмосферою жаху і повсюдним зображенням насильства, як нанизані на палі тіла. Doom дозволяла гравцям битися один з одним, об'єднавши ПК по мережі. Програміст і дизайнер Джон Ромеро назвав такі змагання death matches - «смертельними матчами». Демо-версія гри розповсюджувалася з сайту компанії та була завантажена за пів року понад мільйон разів.
Doom стала зразком для створення численних нових шутерів від першої особи, які, через тривимірність, вимагали наявності ЗD-графічних карт. Карти містили окремий графічний процесор (GPU), призначений для обчислень, необхідних для створення тривимірної графіки. Масовий інтерес до GPU ще більше прискорив перехід відеоігор у 3D.
Тим часом відбувалися експерименти з атмосферою ігор. Alone In The Dark (1992) мала примітивну тривимірну графіку, але вражала постійним очікуванням небезпеки, коли в буль-яку мить підлога могла провалитися, або з-за дверей вискочити чудовисько. Цю ідею розвинула Resident Evil (1996), яка застосовувала кінематорафічні ракурси і нагнітання страху, і Silent Hill (1999).
Перевагу PlayStation над Nintendo значною мірою забезпечила гра Final Fantasy VII (1997), яку було вирішено випускати на дисках, а не картриджах нової приставки Nintendo 64. Гра стала першою японською рольовою грою, яка добилася успіху за кордоном. Ігри як The Legend of Zelda: Ocarina of Time і Golden Eye 007 дозволили продати близько 30 млн примірників Nintendo  64, але це була невелика кількість проти продажів PlayStation. Sega в цій боротьбі втратила частку ринку і в 1998 припинила випуск Saturn. Відеоігри завдяки продуктам Sony остаточно стали сприйматися як повноцінна частина популярної культури, а не просто розвага.
Попри збитки в 242 млн доларів, Sega повернулася на ринок з приставкою Dreamcast. Sega оснастила приставку численними аксесуарами і модемом, щоб просунути свою рольову гру Phantasy Star Online, яка відрізнялась від тодішніх багатокористувацьких онлайн-ігор, як Ultima Online спрямованістю на співпрацю гравців. Але, незважаючи на всю амбіційність і креативність, Dreamcast не стала досить успішною, компанія повернулася до ролі видавця ігор.
Наприкінці 1990-х помітно змінилися підходи до викладу історій у відеоіграх. Ще з часів створення Adventure, оповідь домінувала в пригодницьких іграх і, дещо менше, в рольових. Але ігри як, Planescape: Torment, The Longest Journey, містили філософський підтекст, тему пошуку самого себе. Шутер Unreal мав на свій час розвиненіший сюжет, будучи ближчим до повнометражного фільму, ніж інші шутери, але дійсним проривом у сюжетах стала Half-Life (1998). Події показувалися без відеовставок і прямого пояснення, весь сюжет розгортався в самій грі, коли гравець зберігав контроль над персонажем. Реалізація сюжету в Half-Life стала прикладом поєднання дії, інтерактивності й кінематографічної подачі.

## Головні події

### Технології
- NEC випускає гральну консоль TurboExpress.
- JVC випускає гральну консоль Wondermega в Японії, яка поєднує в собі Sega Mega Drive і Sega Mega-CD (в Північній Америці отримала назву X'eye).
- Philips випустила домашню мультимедійну гральну консоль CD-I.
- Nintendo спільно з Silicon Graphics оголосила про початок розробки консолі наступного покоління[1][2](так званий «Project Reality»). В результаті співпраці через кілька років було випущено Nintendo 64.
- Nintendo випускає Virtual Boy — першу домашню гральну консоль, здатну відображати «справжню» тривимірну графіку.
- SEGA представила приставку Sega Saturn в Європі та Північній Америці.
- Sony випускає PlayStation в Європі та Північній Америці

### ЗМІ
- В березні у Швеції почав виходити журнал Super PLAY, присвячений відеоіграм.
- 11 травня 1995 - Впровадження журналу GameWeek.
- У Франції створено телеканал Game One, присвячений відеоіграм.
- Засновано сайт LinuxGames, присвячений іграм, що виходять для Linux.

### Індустрія
- Amstrad припиняє випуск домашніх комп'ютерів ZX Spectrum.
- Утворені компанії id Software, Silicon & Synapse (зараз Blizzard Entertainment), Take-Two Interactive Software Inc., Croteam Ltd., Illusion Softworks, Rockstar Games.
- Джон Ромеро залишає студію id Software і разом з Томом Холлом створює власну компанію Ion Storm.
- 15 серпня — Гумпей Йокоі звільняється з Nintendo і 11 вересня створює свою власну компанію Koto.
- Утворилась nVidia Corporation — американський виробник графічних процесорів, відеоадаптерів під торговими марками Riva TNT та GeForce, мультимедійних та комунікаційних пристроїв для ПК та ігрових консолей.
- Оголошено про банкрутство Commodore International — виробника комп'ютерів Commodore 64 та Amiga.
- Activision викупила Elsinore Multimedia, Expert Software, і Neversoft Entertainment.

## Великі релізи
| Гра                                          | Рік  | Розробник                  |
| -------------------------------------------- | ---- | -------------------------- |
| Super Mario Bros. 3                          | 1990 | Nintendo                   |
| Civilization                                 | 1991 | Microprose                 |
| Lemmings                                     | 1991 | DMA Design                 |
| Sonic the Hedgehog                           | 1991 | Sega                       |
| Wolfenstein 3D                               | 1992 | Id Software                |
| Mortal Kombat                                | 1992 | Midway Games               |
| Alone in the Dark                            | 1992 | Interplay                  |
| SimCity 2000                                 | 1993 | Maxis                      |
| Doom                                         | 1993 | id Software                |
| Myst                                         | 1993 | Broderbund                 |
| The Need for Speed                           | 1994 | Electronic Arts            |
| Warcraft                                     | 1994 | Blizzard Entertainment     |
| System Shock                                 | 1994 | Looking Glass Studios      |
| Command & Conquer                            | 1995 | Westwood Studios           |
| Heroes of Might and Magic: A Strategic Quest | 1995 | New World Computing        |
| Donkey Kong Country 2: Diddy's Kong Quest    | 1995 | Nintendo                   |
| Duke Nukem 3D                                | 1996 | 3D Realms                  |
| Quake                                        | 1996 | id Software                |
| Crash Bandicoot                              | 1996 | Naughty Dog                |
| Diablo                                       | 1996 | Blizzard Entertainment     |
| Mario Kart 64                                | 1997 | Nintendo                   |
| Fallout                                      | 1997 | Black Isle Studios         |
| Age of Empires                               | 1997 | Ensemble Studios           |
| Grand Theft Auto I                           | 1997 | DMA Design                 |
| Postal                                       | 1997 | Running With Scissors      |
| Resident Evil                                | 1996 | Capcom Production Studio 4 |
| StarCraft                                    | 1998 | Blizzard Entertainment     |
| Warhammer: Dark Omen                         | 1998 | Games Workshop             |
| Spyro the Dragon                             | 1998 | Insomniac Games            |
| Half-Life                                    | 1998 | Valve Corporation          |
| The Settlers II                              | 1996 | Blue Byte Software         |
| Silent Hill                                  | 1999 | Konami                     |
| Team Fortress Classic                        | 1999 | Valve Corporation          |